# Parmastomyces
Parmastomyces là một chi nấm thuộc họ Fomitopsidaceae.

## Species list
- Parmastomyces corticola
- Parmastomyces deceptivus
- Parmastomyces glutinosus
- Parmastomyces kravtzevianus
- Parmastomyces mollissimus
- Parmastomyces taxi
- Parmastomyces umbrinus